# 克拉斯內斯塔夫

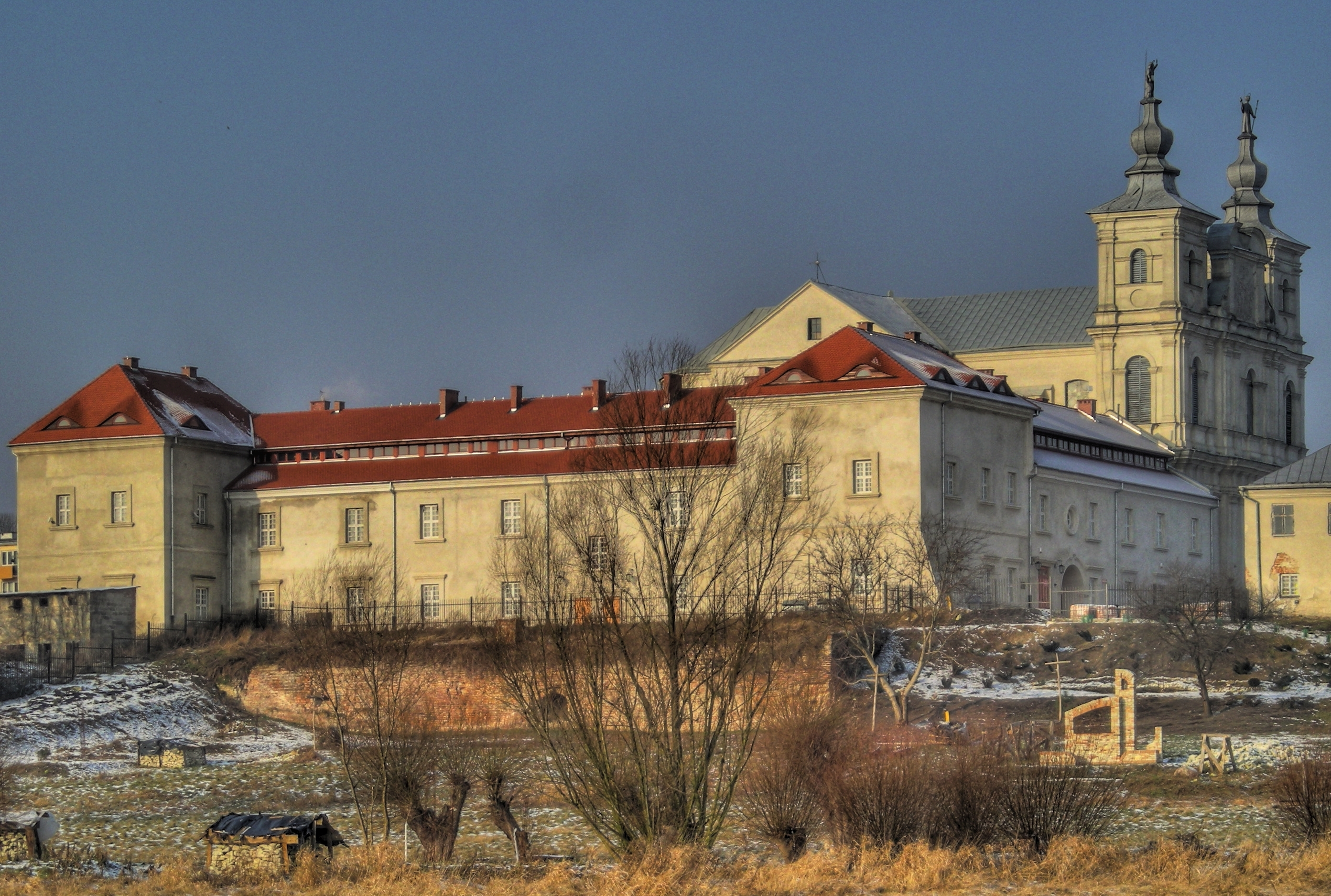

克拉斯內斯塔夫是波蘭的城鎮，位於該國東南部，毗鄰與烏克蘭接壤的邊境，由盧布林省負責管轄，面積23.07平方公里，海拔高度218米，2006年人口19,434。
50°59′N 23°11′E / 50.983°N 23.183°E